# Frenchy
Ne doit pas être confondu avec Frenchy (film).
Albums de Eddy Mitchell
Live 2000
(2001) Frenchy Tour
(2004)
Frenchy est le trente et unième album studio d'Eddy Mitchell sorti en 2003 sur le label Polydor. Cet album est composé, outre du CD de chansons, d'un DVD intitulé Autour du Frenchy. L'album a été suivi d'une tournée qui a fait escale à l'Olympia du 2 au 20 mars 2004. La chanson Au bar du Lutetia est un hommage à Serge Gainsbourg.

## Liste des titres
| No  | Titre                                | Auteur                              | Durée |
| --- | ------------------------------------ | ----------------------------------- | ----- |
| 1.  | J'aime les interdits                 | Claude Moine - Pierre Papadiamandis | 3:09  |
| 2.  | Sur la Route 66                      | Claude Moine - Pierre Papadiamandis | 4:17  |
| 3.  | Faut faire avec moi                  | Claude Moine - Pierre Papadiamandis | 3:34  |
| 4.  | Le monde est trop petit              | Claude Moine - Pierre Papadiamandis | 3:55  |
| 5.  | Y'a danger                           | Claude Moine - Pierre Papadiamandis | 3:51  |
| 6.  | Je chante pour ceux qui ont le blues | Claude Moine - Pierre Papadiamandis | 4:32  |
| 7.  | Reality Show                         | Claude Moine - Pierre Papadiamandis | 4:16  |
| 8.  | C'est pas ta journée                 | Claude Moine - Pierre Papadiamandis | 4:18  |
| 9.  | Cœur glacé                           | Claude Moine - Pierre Papadiamandis | 4:21  |
| 10. | Faudrait pas rester là               | Claude Moine - Michel Gaucher       | 4:15  |
| 11. | Au bar du Lutetia                    | Claude Moine - Michel Amsellem      | 4:27  |